# Appana triangulata
Appana triangulata là một loài bướm đêm trong họ Noctuidae.